# Nebka II
Nebka II (Baka, Bakare, gr. Bicheris) – domniemany władca starożytnego Egiptu z IV dynastii
Najstarszy syn Dżedefre, jego matką była Chentetka. Niektórzy przypuszczają, że panował krótko, kilka miesięcy w 2546 r. p.n.e. (Kwiatkowski) lub nawet kilka lat (Stadelmann). Wymieniony na graffiti z okresu  XII dynastii obok Dżedefhora jako jeden z następców Cheopsa po Chefrenie oraz na posągu Dżedefre w Abu Roasz.
Jego dziełem była prawdopodobnie północna piramida w Zawijet el-Arian,  w wykopie której odkryto jego imię na palecie wykonanej z łupku. Piramida ta nie została prawdopodobnie ukończona lub też rozebrano ją w późniejszym okresie w celu pozyskania budulca. Do dzisiaj zachował się z niej tylko otwarty wykop wyłożony potężnymi blokami kamiennymi oraz pionowy, wykuty w skale, szyb o głębokości 26 m. Znaleziono tutaj jedynie granitowy sarkofag, przykryty wiekiem, który po otwarciu okazał się pusty.